# Банф (національний парк)
Національний парк «Банфф» (англ. Banff National Park, вимова [bæmf]) — перший національний парк Канади, заснований у 1885 році в Канадських скелястих горах. Парк розташований на 120 км на захід від міста Калгарі в провінції Альберта із площею 6 641 кв. км: покриває практично всю гористу місцевість, із численними її гірськими й наземними льодовиками, густим хвойним лісом і альпійськими ландшафтами. Територія парку простягається від озера Луїза на півдні, до Національного парку «Джаспер». Парк межує з кількома провінційними лісами і Національним парком «Йохо» на заході та Національним парком «Кутеней» на півдні і округом Кананаскіс-Кантрі на південному сході. Головний комерційний центр парку— місто Банфф (Альберта), в долині річки Боу. Місто Банфф, що знаходиться у заповіднику, є найвищим населеним пунктом, його висота над рівнем моря, складає 1463 метри. Не дивлячись на те, що Банфф це дуже красивий заповідник з багатою природою, це ще і добре розвинена інфраструктура.
Природний парк розділений 

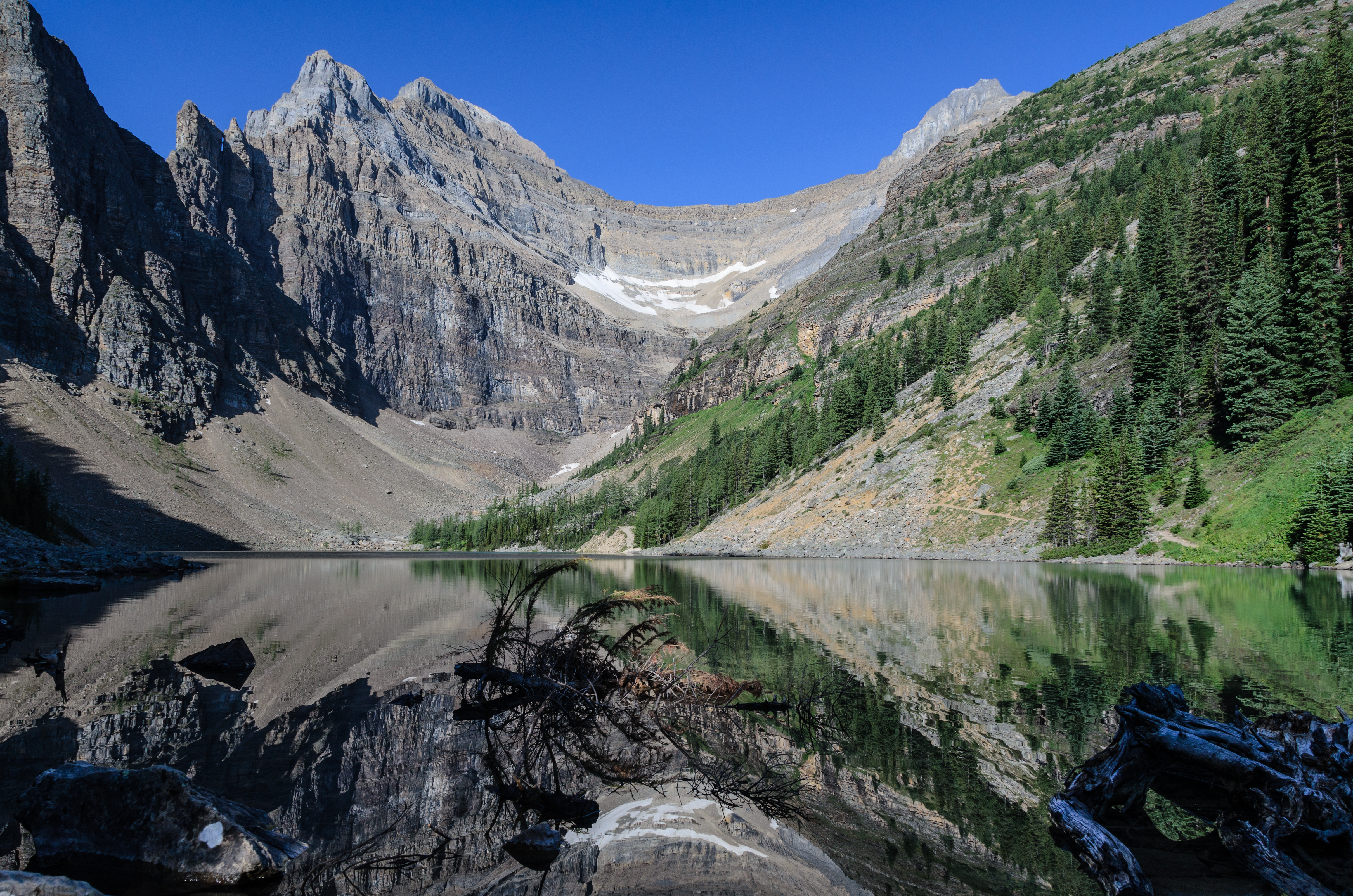
Озеро Агнес і гора Вайт в національному парку Банфф, провінція Альберта, Канада.

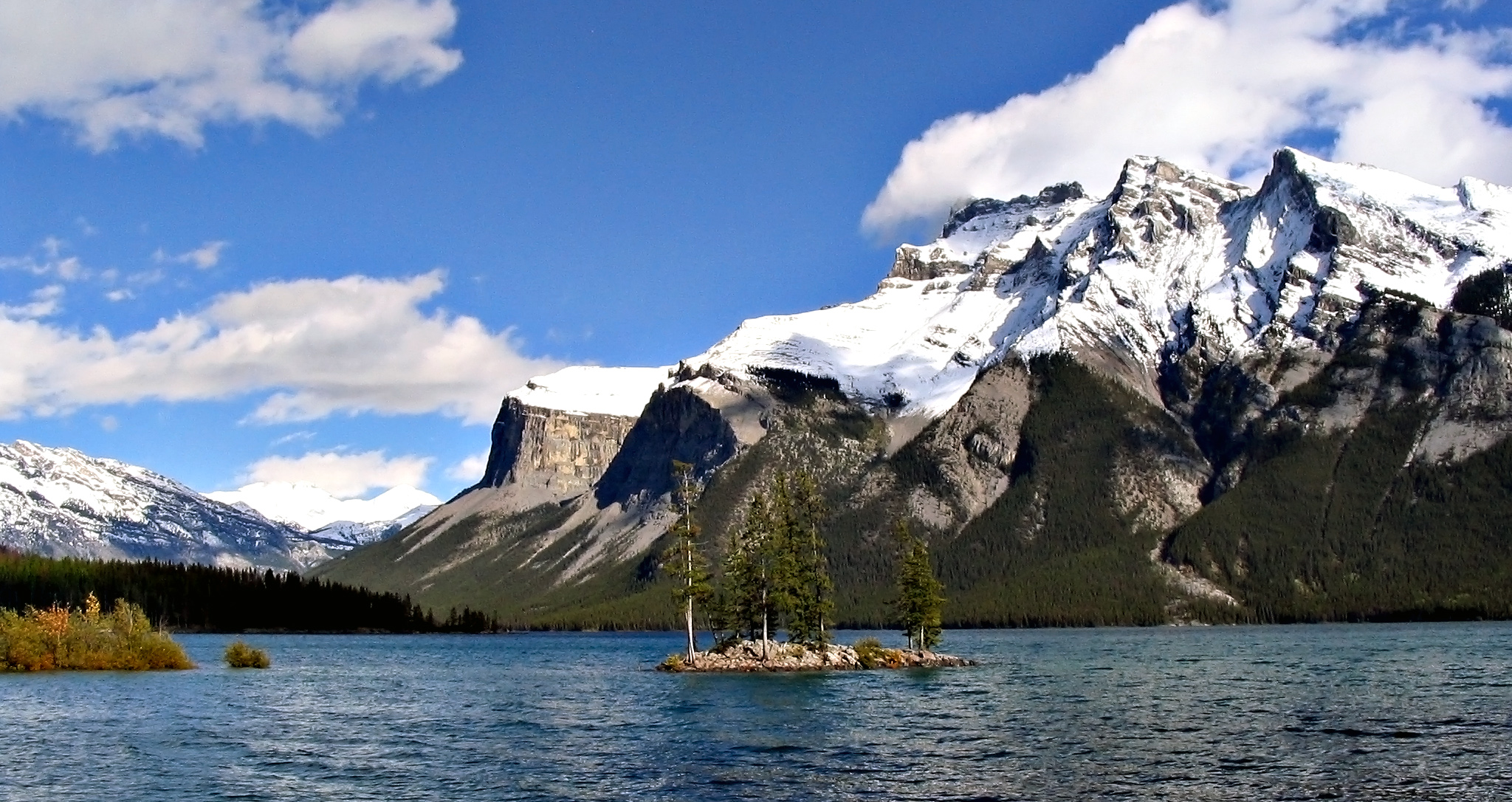
Озеро Міневанка

на дві частини великим Трансканадським шосе. Щоб зменшити ефект від втручання людини в природу, там були побудовані 24 величезних переходи і тунелі, що забезпечило збереження середовища існування та захистило автомобілістів. Ці екодуки регулярно використовуються ведмедями, американським лосем, оленями, вовками та лосями. Тварини використовували їх більш ніж 200 000 разів протягом 1996–2002 років.

## Історія
Протягом усієї своєї історії Національний парк Банфф формувався напругою між інтересами природоохоронців та землекористування. Парк був заснований 25 листопада 1885 року як заповідник Банффських гарячих джерел у відповідь на суперечливі твердження про те, хто відкрив там гарячі джерела та хто мав право розробляти гарячі джерела в комерційних інтересах. Захисники природи перемогли, коли прем’єр-міністр Джон А. Макдональд виділив гарячі джерела як невеликий охоронюваний заповідник, який пізніше було розширено, щоб охопити озеро Луїза та інші райони, що простягаються на північ до Колумбійського льодового поля.

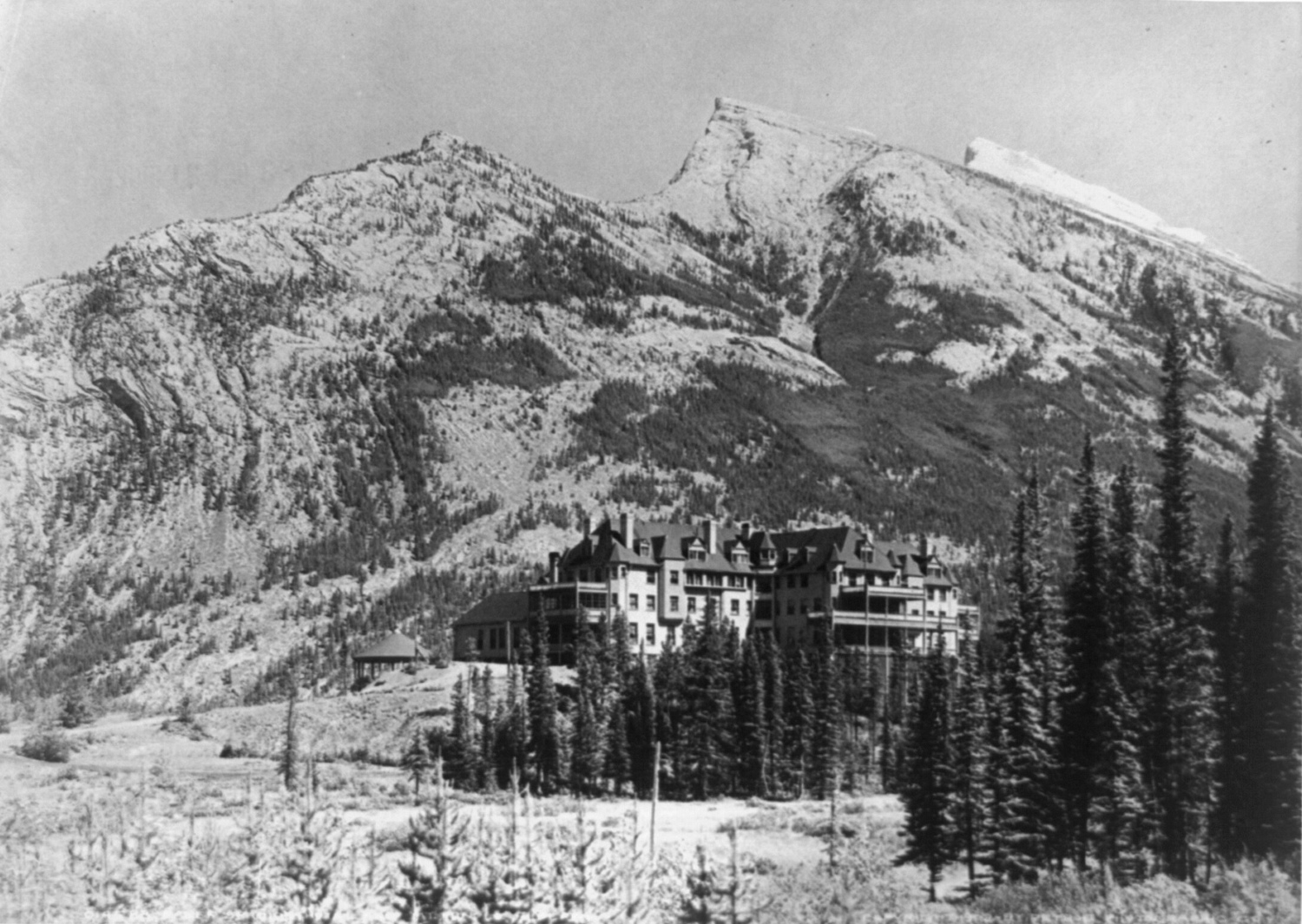
Готель Банфф Спрінг, 1902 рік

Через суперечливі заяви щодо відкриття гарячих джерел у Банффі прем’єр-міністр Джон А. Макдональд вирішив виділити невеликий заповідник площею 26 квадратних кілометрів (10 квадратних миль) навколо гарячих джерел у Печері та Басейні як громадський парк, відомий як Банфф Hot Springs Reserve у 1885 році. Відповідно до Закону про парк Скелястих гір, прийнятого 23 червня 1887 року, парк було розширено до 674 км2 (260 квадратних миль) і названо Парком Скелястих гір. Це був перший національний парк Канади та третій створений у Північній Америці після Єллоустонського та Макінакського національних парків. Canadian Pacific Railway побудувала Banff Springs Hotel і Lake Louise Chalet, щоб залучити туристів і збільшити кількість залізничних пасажирів.